# Dorji Wangmo

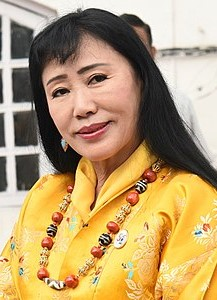
Dorji Wangmo

Dorji Wangmo Wangchuck (bhutanisch རྡོ་རྗེ་དབང་མོ་དབང་ཕྱུག, Wylie: Rdo-rje Dbang-mo Dbang-phyug, geb. 10. Juni 1955) ist die erste der vier Frauen und Königinnen (Druk Gyaltsuen, Queen consort of Bhutan) von Jigme Singye Wangchuck, dem früheren König von Bhutan, welcher bis zu seiner Abdankung 2006 regierte. Sie ist eine der „Königinmütter“ (Gyalyum Kude, Queen Mother) von Bhutan. Sie ist auch Schriftstellerin und bekannt für ihre karitativen Tätigkeiten.

## Leben

### Jugend Ausbildung und Heirat
Dorji Wangmo wurde am 10. Juni 1955 geboren. Ihr Vater, Yab Dasho Ugyen Dorji (1925–2019), war der Gründer und Eigentümer der Ugyen Academy (UA, 2002). Ihre Mutter ist Yum Thuiji Zam (geb. 1932).
Sie erhielt ihre Schulbildung an der St. Helen’s School, Kurseong, Indien. Zusammen mit ihren Schwestern Tshering Pem Wangchuck, Tshering Yangdon, Sangay Choden wurde Ashi Dorji Wangmo Wangchuck mit Jigme Singye Wangchuck, dem vierten König von Bhutan verheiratet. Sie ist die „erste“ der Königinnen und die Mutter von Prinzessin Ashi Sonam Dechen Wangchuck und von Prinz Dasho Jigyel Ugyen Wangchuck.

### Schriftstellerin
Wangmo wirkt auch als Schriftstellerin. Sie hat mehrere eigene Bücher verfasst und setzt sich auch für die Verbreitung von Literatur, vor allem bei Kindern und Jugendlichen ein. Mehrere Gedichtbände hat sie gefördert und Essays zu Fragen der Nation herausgegeben. Ihr Buch «Of Rainbows and Clouds» (dt.: Von Regenbogen und Wolken) ist eine Geschichte ihres Vaters Dasho Yab Ugyen Dorji, aber nicht nur eine Familien-Saga, sondern auch ein guter Einblick in die Kultur, Gesellschaft und Geschichte von Bhutan.
Ihr zweites Buch, «Treasures of the Thunder Dragon: A Portrait of Bhutan» (dt.: Schätze des Donnerdrachens: Ein Porträt von Bhutan) ist eine Mischunge aus persönlichen Memoiren, Geschichte, Folklore und Reiseberichten.
Das Buch «Dochula: A Spiritual Abode in Bhutan» (dt.: Dochula, Eine geistige Heimat in Bhutan) ist eine Dokumentation über den Komplex des Druk Wangyel, der aus dem Lungchutse Lhakhang, 108 Druk Wangyel Stupas, dem Druk Wangyel Lhakhang und dem Druk Wangyel Tshechu besteht.

### Ämter
- Seit 1999 Schirmherrin des Ministeriums für Landwirtschaft und Forsten (MOAF).
- Schirmherrin des „Bhutan Echoes: Drukyul’s Arts & Literature Festival“.
- Ehrenpräsidentin des Sherubtse College seit 2000.
- Präsidentin und Gründerin der Tarayana Foundation (TF) seit 2003.[8]
- Schirmherrin des Folk Heritage Museum (FHM) [Phelchey Toenkhyim] seit 2001.

## Kinder
Dorji Wangmo hat die zwei Kinder:
- Prinzessin Ashi Sonam Dechen Wangchuck (geb. 1981)
⚭ 2009 Dasho Phub W. Dorji. Das Paar hat zwei Kinder.
- Dasho Jigyel Ugyen Wangchuck (geb. 1984).

## Titel und Würden
- 10. Juni 1955–1979: Ashi Dorji Wangmo.
- 1979–9. Dezember 2006: Druk Gyaltsuen – Ihre Majestät Königin Dorji Wangmo, Königin von Bhutan.
- Seit 9. Dezember 2006: Ihre Majestät Gyalyum Kude – Königinmutter Dorji Wangmo, Königinmutter von Bhutan.

### Ehrungen
- Bhutan:
  - Gedenkmedaille zum silbernen Thronjubiläum von König Jigme Singye, 1999.
  - Gedenkmedaille zur Krönung von Jigme Khesar, 2008.
  - Gedenkmedaille zum hundertjährigen Bestehen der Dynastie, 2008.
  - Medaille zum 60. Geburtstag von König Jigme Singye, 2015.
- Vatikanstadt: 22. Oktober 2016 Caritas in Veritate International: Pope Francis Award for Charity & Leadership.[9]